# Pietro Strada (politico)
Pietro Strada (Scaldasole, 1812 – 18 aprile 1877) è stato un medico e politico italiano.
Apparteneva a una distinta famiglia della Lomellina, proprietaria del Castello di Scaldasole dove Pietro nacque nel 1812. Egregio medico e patriota, nella celebrazione alla Camera dei deputati il 19 aprile 1877 così si disse di lui:
Era stato eletto nel 1865 per la IX legislatura, nel collegio di Sannazzaro de' Burgondi, ma l'elezione fu annullata (a un elettore era stato impedito di votare e questo avrebbe potuto alterare il risultato, essendo quasi pari i voti ottenuti da Strada e da Gaspare Cavallini). Venne eletto invece nel 1870, in una votazione suppletiva della X legislatura, per il medesimo collegio, che lo rielesse anche per le successive tre legislature, l'ultima volta nel 1876. Si spense nel 1877.